# Uno (singel Muse)
Uno – singel angielskiego zespołu rockowego Muse z ich debiutanckiego albumu, Showbiz. Jest to pierwszy singel Brytyjczyków, chociaż już wcześniej na rynek trafiły ich dwie EP-ki. Utwór został wydany 14 czerwca 1999 roku w formacie CD i 7-calowego winyla. Piosenkę nagrano i zmiksowano w Sawmill Studios w Kornwalii oraz RAK Studios w Londynie. Chociaż „Uno” stosunkowo rzadko gościło w stacjach radiowych, osiągnęło wysoką jak na te okoliczności, 73. pozycję na liście najlepszych singli na Wyspach.
Piosenka znajduje się na koncertowym DVD Muse Hullabaloo z 2002 roku. W języku hiszpańskim i włoskim „Uno” znaczy „jeden”.

## Teledyski
Do utworu stworzono trzy teledyski. Pierwszy został nakręcony na moście Tower Bridge i posiada wstawki z występów na żywo. Zespół określił ten klip jako „zawstydzający, fatalny, okropny i żenujący”.
Druga wersja przedstawia muzyków grających w pokoju, do którego daremnie próbuje dostać się kobieta przechodząca przez szereg korytarzy.
Trzeci teledysk zawiera wyłącznie fragmenty koncertów.

## Lista utworów

### CD
1. „Uno” – 3:38
2. „Jimmy Kane” – 2:59
3. „Forced In” – 4:17

### Winyl 7"
1. „Uno (wersja alternatywna)”
2. „Agitated” – 2:19

### Wydanie francuskie
1. „Uno” – 3:38
2. „Jimmy Kane” – 2:59
3. „Forced In” – 4:17

### Wydanie niemieckie
1. „Uno (Radio Edit)”
2. „Pink Ego Box” – 3:32
3. „Do We Need This?” – 3:24
4. „Muscle Museum (Video)”